# Nancy Roman
Nancy Grace Roman (ur. 16 maja 1925 w Nashville, zm. 25 grudnia 2018 w Germantown w stanie Maryland) – amerykańska astronomka. Absolwentka Wydziału Astronomii i Astrofizyki Uniwersytetu Chicagowskiego. Wniosła istotny wkład w charakterystykę i klasyfikację gwiazd. Dyrektorka Działu Astronomii w NASA. Nazywana „matką teleskopu Hubble’a” ze względu na jej fundamentalną rolę w tworzeniu i rozwoju Kosmicznego Teleskopu Hubble’a. Pracowała jako wykładowca, była też zdecydowaną zwolenniczką dużej roli kobiet w nauce.
W uznaniu jej wkładu w dziedzinie astronomii jej imieniem została nazwana planetoida (2516) Roman. W roku 2017 firma Lego wprowadziła do sprzedaży zestaw klocków, w którym uwieczniono m.in. Nancy Roman. Agencja kosmiczna NASA w 2020 roku zdecydowała, by nazwać budowany teleskop kosmiczny kolejnej generacji imieniem Nancy Roman.

## Wybrane publikacje
- The Classification of the Metallic-Line Stars[11]
- The Ursa Major Group[12]
- The Moving Cluster in Perseus[13]
- A Correlation Between the Spectroscopic and Dynamical Characteristics of the Late F - and Early G - Type Stars[14]
- Revised Standards for Supergiants on the System of the Yerkes Spectral Atlas[15]
- A Study of the Concentration of Early-Type Stars in Cygnus[16]
- The Spectra of the Bright Stars of Types F5-K5[17]
- The Spectrum of BD+67°922[18]
- A group of high velocity F-type stars[19]
- A Catalogue of High-Velocity Stars[20]
- Planets of other suns[21]